# Delahaye Type 165
Pour les articles homonymes, voir Delahaye (homonymie) et 165.
La Delahaye Type 165 est un modèle unique de voiture roadster cabriolet d'exception de 1938, du constructeur automobile français Delahaye et du carrossier designer français Figoni & Falaschi, sur base d'une Delahaye Type 145 de 1937. Elle est destinée à représenter la France à l’Exposition Internationale de New-York 1939-1940, et appartient à ce jour à la collection Peter Mullin en Californie.

## Historique
Ce véhicule est décliné du châssis et du moteur V12 de course de la Delahaye Type 145 de 1937, et carrossé par le designer Figoni & Falaschi, inspiré par le design Art déco des années 1930. Il est dévoilé au mondial de l'automobile de Paris 1938 et destiné à représenter la France au pavillon français de l’Exposition Internationale de New-York 1939/1940. Il est présenté sans son moteur V12 non achevé à temps, mais remporte une vif succès public malgré tout grâce à sa carrosserie d'exception.

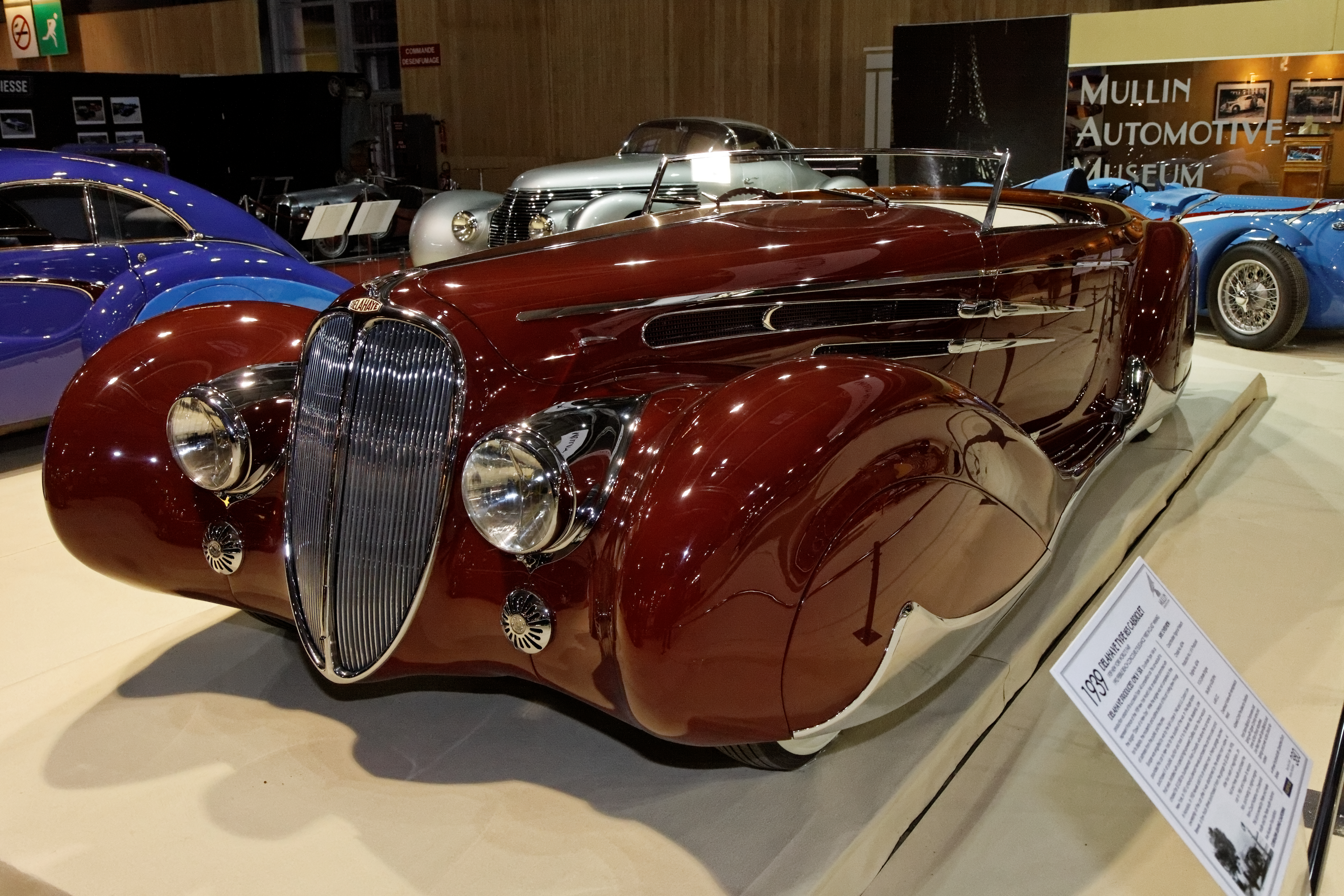
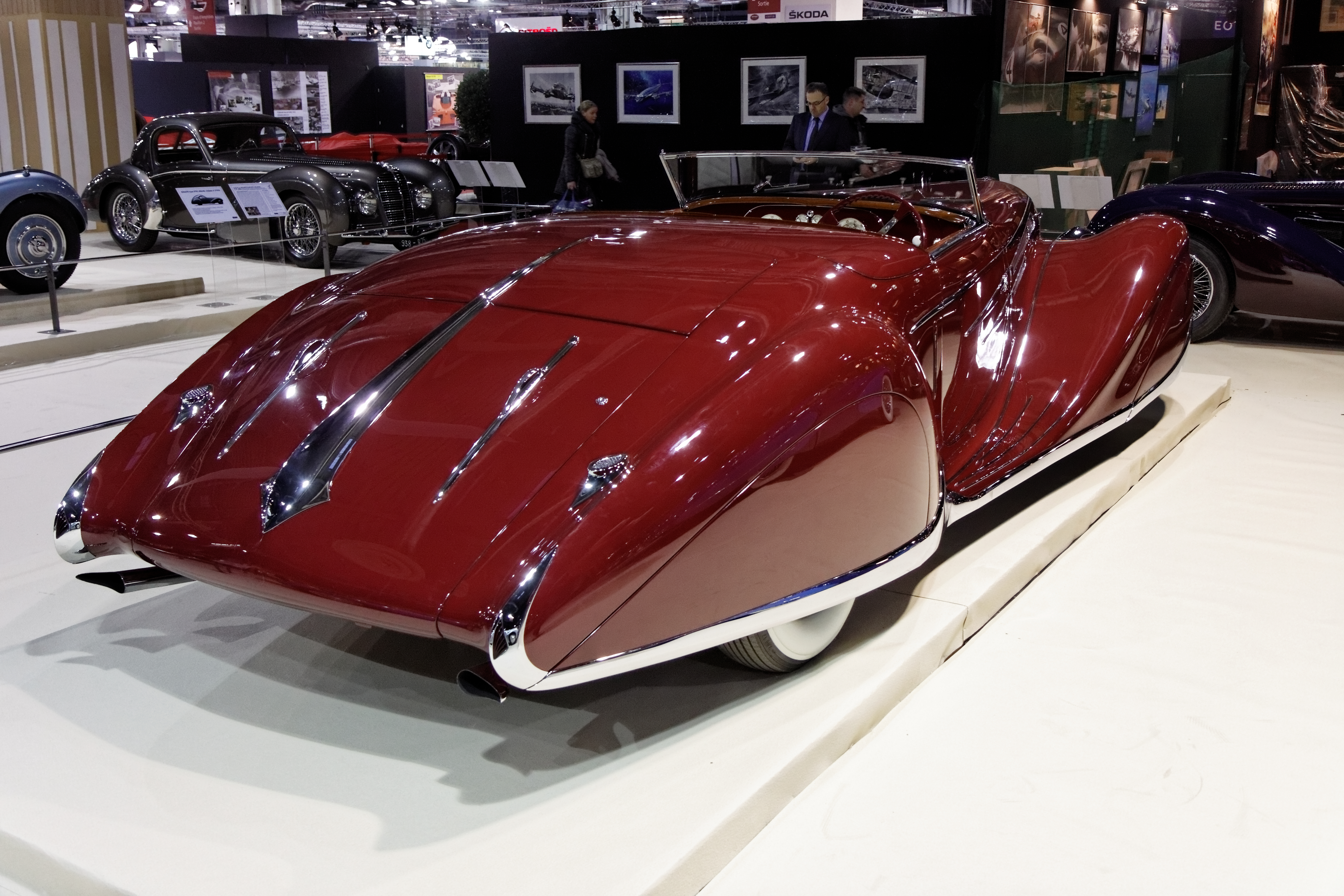
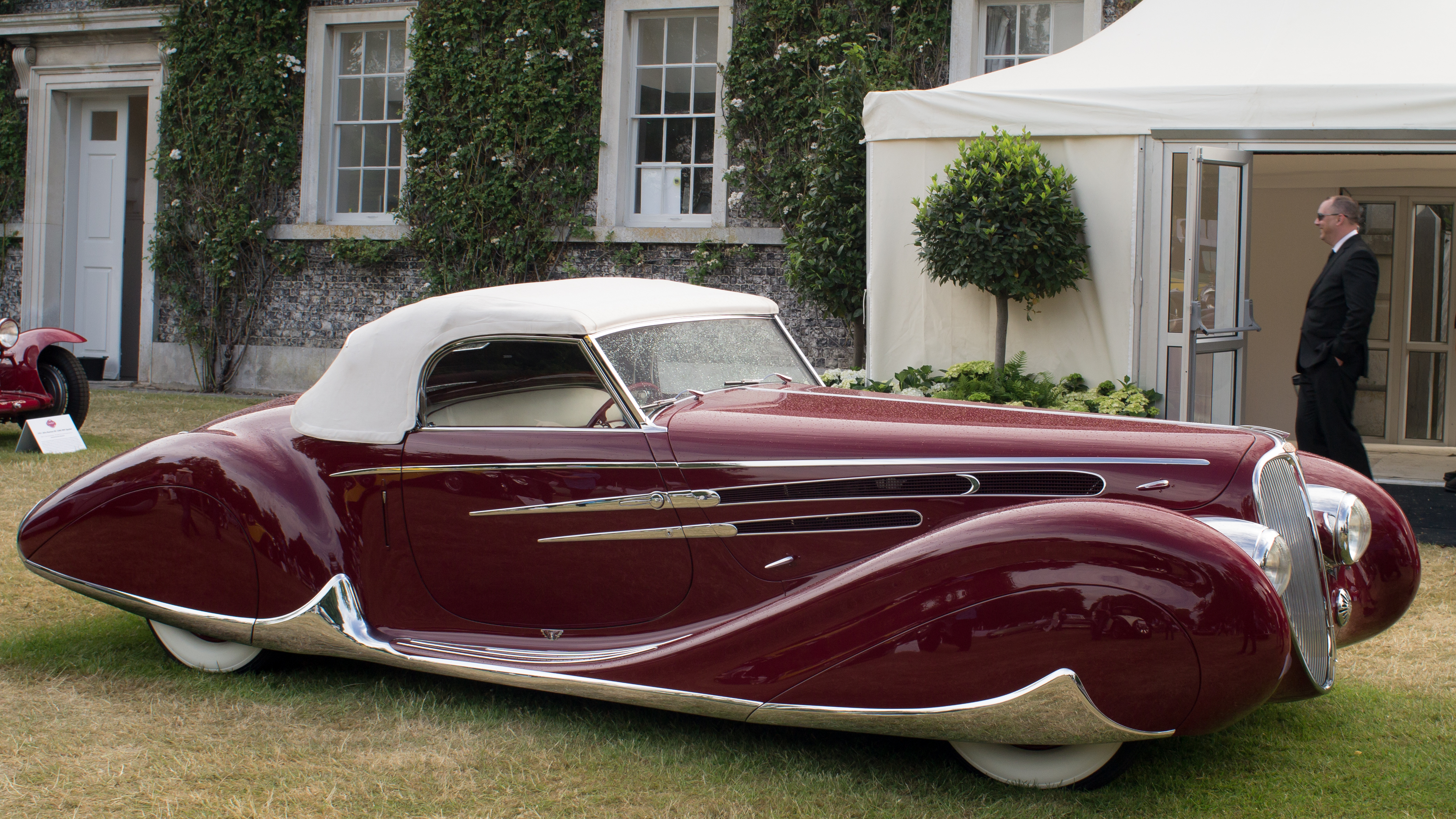

Lors de son retour en France, le véhicule est bloqué durant huit ans par les douanes américaines jusqu’en 1946, à cause de la seconde Guerre mondiale. Il passe ensuite de mains en mains par des propriétaires privés de Beverly Hills (ou il est équipé d'un V8 Cadillac), New York, Honolulu (Hawaï), Fresno (Californie) ... 

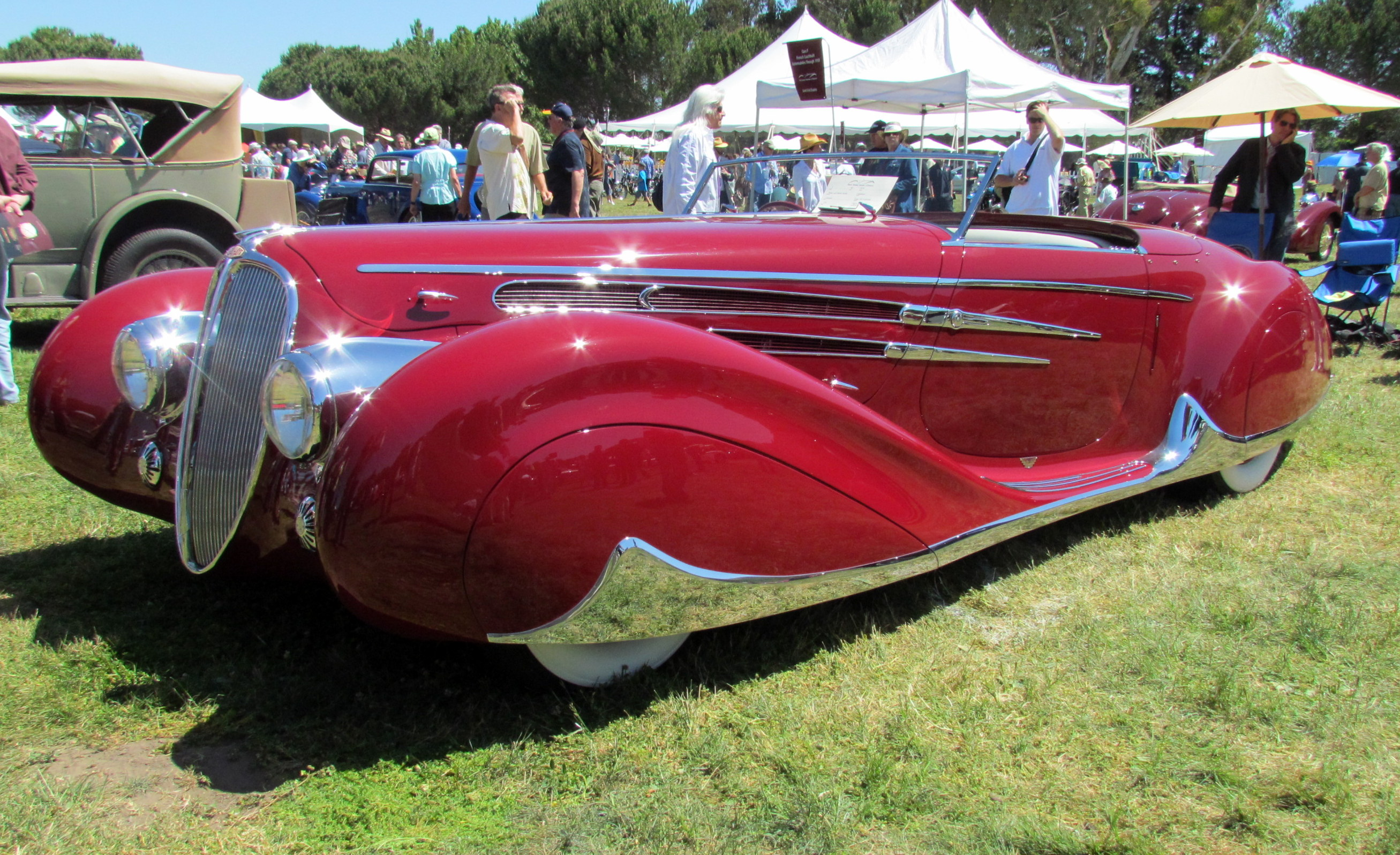
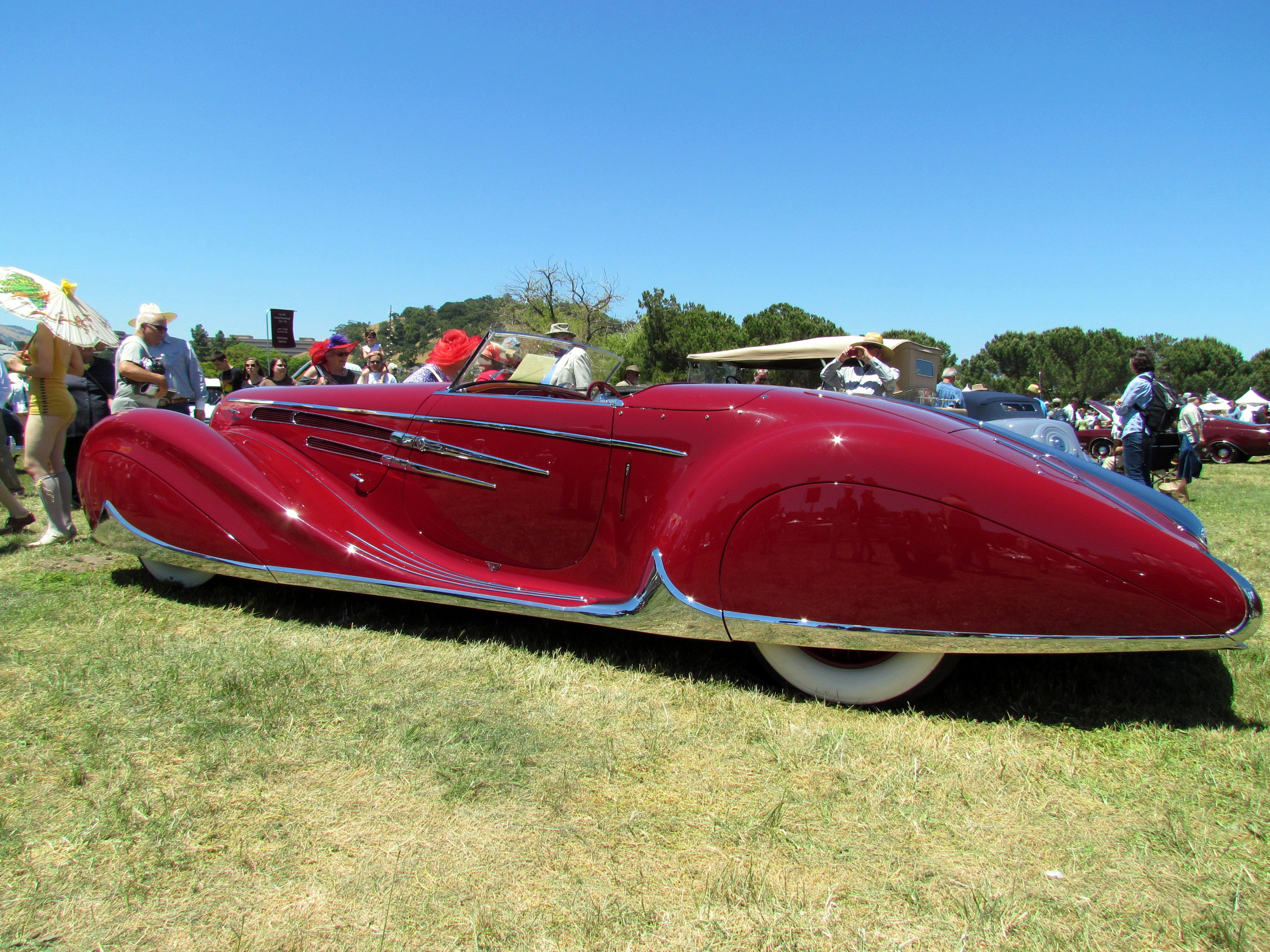
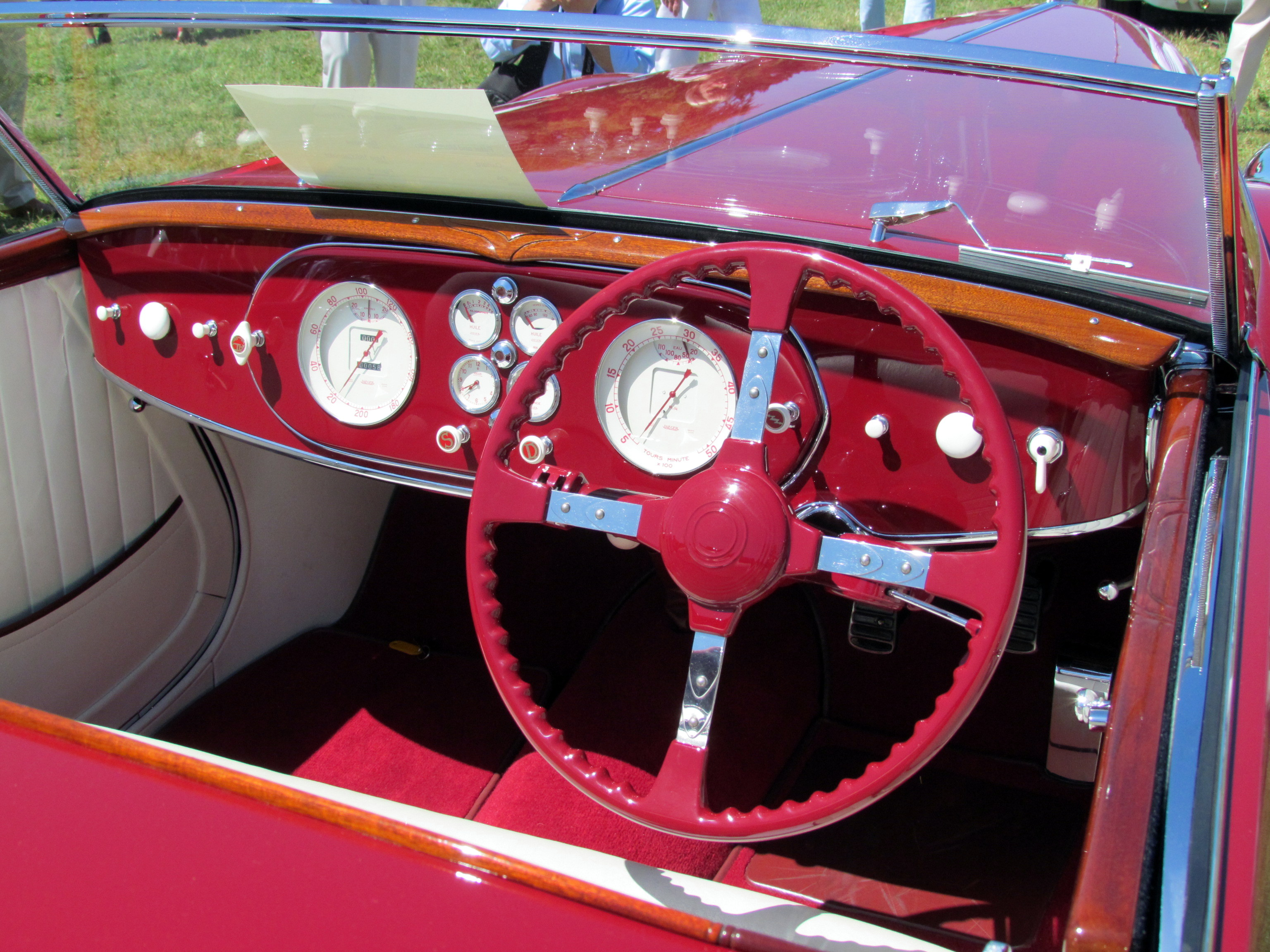

En 1985 le milliardaire américain Peter Mullin achète la voiture en épave. Il la fait entièrement restaurer durant huit ans avec son moteur V12 d'origine retrouvé en Allemagne. Ce véhicule est actuellement une des plus belles pièces de la collection Peter Mullin en Californie.
La voiture apparaît dans le jeu sur navigateur Timeshift 165: A race against Oblivion. Au volant de l'unique exemplaire de la Delahaye 165, il s'agit de faire la course contre l'oubli qui poursuit la voiture. Le jeu, développé par un fan, a pour but de rendre hommage à cette automobile à l'histoire singulière.